# Śląskistadion
Het Stadion Śląski (Nederlands: Silezië-stadion) is een multifunctioneel stadion in de Poolse stad Chorzów. Het bouwwerk doet vooral dienst als voetbalstadion en wordt door meerdere bespelers gebruikt, waaronder het Pools voetbalelftal. Ook worden hier regelmatig popconcerten gehouden.
Het complex werd geopend op 22 juli 1956 met de oefeninterland Polen – DDR (0:2). Polen speelde tot op heden 60 interlands in het Stadion Śląski. Het heeft een capaciteit van 47.202 toeschouwers, hoewel het stadion werd ontworpen met de bedoeling om 87.000 mensen onder te kunnen brengen. Op 18 september 1963 noteerde Stadion Śląski een recordaantal bezoekers (120.000) tijdens de Europa Cup-wedstrijd tussen Górnik Zabrze en FK Austria Wien.